# ماي هونغ سون
ماي هونغ سون (بالإنجليزية: Mae Hong Son) هي مدينة من مدن شمال غربتايلاند بالقرب من حدود بورما. يبلغ ارتفاع المدينة عن سطح البحر قرابة 240 متر.
بلغ عدد سكانها 6,023 نسمة حسب عام 2013

## المناخ
يظهر الجدول التالي التغييرات المناخية على مدار السنة لماي هونغ سون:
| البيانات المناخية لـماي هونغ سون                                                                    | البيانات المناخية لـماي هونغ سون | البيانات المناخية لـماي هونغ سون | البيانات المناخية لـماي هونغ سون | البيانات المناخية لـماي هونغ سون | البيانات المناخية لـماي هونغ سون | البيانات المناخية لـماي هونغ سون | البيانات المناخية لـماي هونغ سون | البيانات المناخية لـماي هونغ سون | البيانات المناخية لـماي هونغ سون | البيانات المناخية لـماي هونغ سون | البيانات المناخية لـماي هونغ سون | البيانات المناخية لـماي هونغ سون | البيانات المناخية لـماي هونغ سون |
| الشهر                                                                                               | يناير                            | فبراير                           | مارس                             | أبريل                            | مايو                             | يونيو                            | يوليو                            | أغسطس                            | سبتمبر                           | أكتوبر                           | نوفمبر                           | ديسمبر                           | المعدل السنوي                    |
| --------------------------------------------------------------------------------------------------- | -------------------------------- | -------------------------------- | -------------------------------- | -------------------------------- | -------------------------------- | -------------------------------- | -------------------------------- | -------------------------------- | -------------------------------- | -------------------------------- | -------------------------------- | -------------------------------- | -------------------------------- |
| الدرجة القصوى °م (°ف)                                                                               | 37.5 (99.5)                      | 38.0 (100.4)                     | 41.0 (105.8)                     | 44.6 (112.3)                     | 44.0 (111.2)                     | 40.5 (104.9)                     | 38.1 (100.6)                     | 37.3 (99.1)                      | 36.2 (97.2)                      | 36.6 (97.9)                      | 35.5 (95.9)                      | 35.2 (95.4)                      | 44.6 (112.3)                     |
| متوسط درجة الحرارة الكبرى °م (°ف)                                                                   | 30.1 (86.2)                      | 33.4 (92.1)                      | 36.8 (98.2)                      | 38.7 (101.7)                     | 35.9 (96.6)                      | 33.2 (91.8)                      | 32.2 (90.0)                      | 32.0 (89.6)                      | 32.8 (91.0)                      | 32.6 (90.7)                      | 30.9 (87.6)                      | 29.0 (84.2)                      | 33.1 (91.6)                      |
| المتوسط اليومي °م (°ف)                                                                              | 20.6 (69.1)                      | 22.6 (72.7)                      | 26.7 (80.1)                      | 30.1 (86.2)                      | 28.9 (84.0)                      | 27.6 (81.7)                      | 27.0 (80.6)                      | 26.9 (80.4)                      | 27.0 (80.6)                      | 26.4 (79.5)                      | 24.0 (75.2)                      | 20.9 (69.6)                      | 25.7 (78.3)                      |
| متوسط درجة الحرارة الصغرى °م (°ف)                                                                   | 13.8 (56.8)                      | 14.3 (57.7)                      | 17.7 (63.9)                      | 22.5 (72.5)                      | 23.6 (74.5)                      | 23.7 (74.7)                      | 23.4 (74.1)                      | 23.2 (73.8)                      | 23.0 (73.4)                      | 22.0 (71.6)                      | 19.0 (66.2)                      | 15.4 (59.7)                      | 20.1 (68.2)                      |
| أدنى درجة حرارة °م (°ف)                                                                             | 7.0 (44.6)                       | 8.6 (47.5)                       | 11.3 (52.3)                      | 15.9 (60.6)                      | 18.9 (66.0)                      | 20.5 (68.9)                      | 20.6 (69.1)                      | 20.0 (68.0)                      | 19.7 (67.5)                      | 14.9 (58.8)                      | 9.3 (48.7)                       | 3.9 (39.0)                       | 3.9 (39.0)                       |
| معدل هطول الأمطار مم (إنش)                                                                          | 6.4 (0.25)                       | 6.0 (0.24)                       | 16.8 (0.66)                      | 63.2 (2.49)                      | 174.5 (6.87)                     | 190.5 (7.50)                     | 226.9 (8.93)                     | 239.3 (9.42)                     | 199.0 (7.83)                     | 114.5 (4.51)                     | 44.9 (1.77)                      | 10.4 (0.41)                      | 1٬292٫4 (50.88)                  |
| متوسط الأيام الممطرة                                                                                | 1.0                              | 0.9                              | 1.7                              | 6.1                              | 17.2                             | 22.5                             | 24.6                             | 25.6                             | 19.9                             | 13.0                             | 5.2                              | 1.2                              | 138.9                            |
| متوسط الرطوبة النسبية (%)                                                                           | 75                               | 65                               | 55                               | 55                               | 71                               | 80                               | 82                               | 83                               | 83                               | 81                               | 80                               | 78                               | 74                               |
| ساعات سطوع الشمس الشهرية                                                                            | 272.8                            | 274.0                            | 313.1                            | 279.0                            | 198.4                            | 120.0                            | 62.0                             | 117.8                            | 108.0                            | 179.8                            | 216.0                            | 251.1                            | 2٬392                            |
| ساعات سطوع الشمس اليومية                                                                            | 8.8                              | 9.7                              | 10.1                             | 9.3                              | 6.4                              | 4.0                              | 2.0                              | 3.8                              | 3.6                              | 5.8                              | 7.2                              | 8.1                              | 6.6                              |
| المصدر #1: Thai Meteorological Department, (April record only)                                      |                                  |                                  |                                  |                                  |                                  |                                  |                                  |                                  |                                  |                                  |                                  |                                  |                                  |
| المصدر #2: Office of Water Management and Hydrology, Royal Irrigation Department (sun and humidity) |                                  |                                  |                                  |                                  |                                  |                                  |                                  |                                  |                                  |                                  |                                  |                                  |                                  |

## السياحة
تُعد من الوجهات السياحية الهادئة والمميزة لعشّاق الطبيعة والثقافة المحلية، تتميز المنطقة بمناظر طبيعية خلابة تشمل الجبال المُغطاة بالغابات، والضباب الصباحي، والتقاليد العرقية للقبائل التايلاندية.
من أبرز المعالم السياحية في المقاطعة بحيرة بانغ أونغ، والمعروفة بلقب "سويسرا الصغيرة" بسبب مناظرها الطبيعية الهادئة والغابات الصنوبرية المحيطة بها، إلى جانب الأجواء الباردة خاصة في فصل الشتاء، وتُعد مكانًا مناسبًا للتخييم والهدوء، مما يجعلها مقصداً لمحبي الطبيعة والاسترخاء.

## أعلام
- سيكسان بيتورات